# One Right Now
Singles par Post Malone
Motley Crew
(2021)
Singles par The Weeknd
Moth to a Flame
(2021) La Fama
(2021)
"One Right Now" est une chanson du rappeur américain Post Malone en duo avec le chanteur canadien The Weeknd sortie le 5 novembre 2021 sous le label Republic Records et apparaît sur l'album Twelve Carat Toothache du rappeur américain. 

## Contexte
Le 2 novembre 2021, Post Malone et The Weeknd postent  un extrait de 7 secondes d'une chanson intitulée « PM&TW-ORN-Update.5.nonhyped.w1.mp3 » sur leurs comptes Instagram. Ignorant le titre de la chanson, le manager de Malone, révèle que la collaboration s'intitule One Right Now. La chanson marque le premier duo entre les artistes.

## Clip
Le clip est sorti le 15 novembre 2021 et est réalisé par Tanu Muino. Dans la vidéo, les artistes s'engagent dans une fusillade avec leurs équipes respectives, et se concluent en se tirant dessus en même temps.

## Certifications
| Pays      | Certification | Ventes | Référence |
| --------- | ------------- | ------ | --------- |
| Australie | Platine       | 70 000 | .         |